# The Star-Spangled Man
"The Star-Spangled Man" é o segundo episódio da minissérie de televisão americana The Falcon and the Winter Soldier, baseada na Marvel Comics com os personagens Sam Wilson / Falcon e Bucky Barnes / Winter Soldier. Ele segue o par enquanto eles relutantemente trabalham juntos para rastrear a organização antinacionalista dos Flag Smashers. O episódio se passa no Universo Marvel Cinematic (MCU), dando continuidade aos filmes da franquia. Foi escrito por Michael Kastelein e dirigido por Kari Skogland.
Anthony Mackie e Sebastian Stan reprisam seus respectivos papéis como Sam Wilson e Bucky Barnes da série de filmes, estrelando ao lado de Wyatt Russell, Erin Kellyman, Danny Ramirez e Daniel Brühl. Skogland se juntou à série em maio de 2019. O episódio dá uma introdução completa à nova versão da série do Capitão América, John Walker (Russell), com uma entrevista para o Good Morning America e uma versão na bateria da canção " Star Spangled Man" de Alan Menken, do filme Capitão América: O Primeiro Vingador. As filmagens do episódio aconteceram no Pinewood Atlanta Studios, com locações na área metropolitana de Atlanta e em Praga.
"The Star-Spangled Man" foi lançado no Disney+ em 26 de março de 2021. Os críticos elogiaram o comentário político, o diálogo, a introdução de Isaiah Bradley (Carl Lumbly) e a combinação dos personagens titulares da série.

## Enredo
John Walker aparece no Good Morning America como o novo Capitão América e discute seu desejo de viver à altura do manto de Steve Rogers. Bucky Barnes observa, desapontado, e logo confronta Sam Wilson sobre sua decisão de entregar o escudo do Capitão América ao governo dos Estados Unidos. Ele decide ir com Wilson enquanto procura o grupo terrorista Flag Smashers.
Wilson e Barnes viajam para Munique e encontram os Flag Smashers contrabandeando remédios. Wilson identifica um possível refém, que se revela ser o líder do grupo, Karli Morgenthau. Com suas habilidades aprimoradas, os Flag Smashers rapidamente derrotam Barnes e Wilson até que Walker e Lemar Hoskins venham em seu auxílio, embora os Flag Smashers escapem. Walker e Hoskins pedem que Barnes e Wilson se juntem a eles para ajudar o Conselho de Repatriação Global (GRC) a reprimir as violentas revoluções pós-Blip, mas eles se recusam. Enquanto isso, Morgenthau recebe um texto ameaçador do misterioso Power Broker.
Viajando para Baltimore, Barnes apresenta Wilson a Isaiah Bradley, um super soldado veterano que lutou contra Barnes na Guerra da Coréia. Bradley se recusa a ajudá-los a descobrir informações sobre soros adicionais de Super Soldado devido a terem sido presos e experimentados pelo governo dos EUA e por Hydra por 30 anos. Enquanto os dois discutem sobre ele manter em segredo a existência de um super-soldado afro-americano, Wilson é assediado pela polícia e Barnes é preso por faltar a uma consulta de terapia. Barnes é libertado sob fiança após a intervenção de Walker e Hoskins. Barnes e Wilson são forçados a uma sessão de terapia com o terapeuta de Barnes, Dr. Raynor.
Walker e Hoskins pedem novamente a Barnes e Wilson para trabalhar com eles, mas eles se recusam mais uma vez. Descontente, Walker avisa a dupla para ficar fora do caminho. Na Eslováquia, os Flag Smashers escapam de avião enquanto um membro fica para trás para conter os homens do Power Broker. Barnes e Wilson decidem visitar Helmut Zemo preso em Berlim para coletar informações sobre os Esmagadores de Bandeiras.

## Produção

### Desenvolvimento
Em outubro de 2018, a Marvel Studios estava desenvolvendo uma série limitada estrelada pelos filmes Sam Wilson / Falcon de Anthony Mackie e Bucky Barnes / Winter Soldier dos filmes Marvel Cinematic Universe (MCU) de Sebastian Stan, que foi oficialmente anunciado como O Falcão e o Soldado Invernal em abril de 2019. Kari Skogland foi contratada para dirigir a minissérie um mês depois. Skogland e o roteirista principal Malcolm Spellman são produtores executivos ao lado de Kevin Feige, Louis D'Esposito, Victoria Alonso, e Nate Moore da Marvel Studios. O segundo episódio foi escrito por Michael Kastelein e é intitulado "The Star-Spangled Man", uma homenagem à música " Star Spangled Man " do Capitão América: O Primeiro Vingador (2011). "The Star-Spangled Man" foi lançado no Disney+ em 26 de março de 2021.

### Escolha do elenco
O episódio é estrelado por Anthony Mackie como Sam Wilson, Sebastian Stan como Bucky Barnes, Wyatt Russell como John Walker / Capitão América, Erin Kellyman como Karli Morgenthau, Danny Ramirez como Joaquin Torres e Daniel Brühl como Helmut Zemo. Também aparecem Clé Bennett como Lemar Hoskins / Battlestar, Carl Lumbly como Isaiah Bradley, Desmond Chiam, Dani Deetté e Indya Bussey como os Flag Smashers Dovich, Gigi e DeeDee, respectivamente, Renes Rivera como Lennox, Tyler Dean Flores como Diego, Ness Bautista como Matias, Amy Aquino como Dra. Christina Raynor, Elijah Richardson como Eli Bradley, Noah Mills como Nico, Gabrielle Byndloss como Olivia Walker, Mike Ray como Alonso Barber, Neal Kodinsky como Rudy e a jornalista do Good Morning America Sara Haines como ela mesma.

### Filmagens e efeitos visuais
As filmagens aconteceram no Pinewood Atlanta Studios em Atlanta, Geórgia, com a direção de Skogland,  e PJ Dillon atuando como diretor de fotografia. As filmagens em locações aconteceram na área metropolitana de Atlanta e em Praga. De acordo com Aquino, a cena da terapia com Wilson e Barnes foi amplamente improvisada entre Mackie e Stan. Os efeitos visuais do episódio foram criados por Digital Frontier FX, Tippett Studio, Rodeo FX, QPPE, Cantina Creative, Technicolor VFX e Trixter.

### Música
A bateria no episódio reproduz uma versão de "Star Spangled Man" de Alan Menken, ouvida pela primeira vez em Captain America: The First Avenger, que o compositor da série Henry Jackman atribuiu a Skogland e ao supervisor musical da série. Ele o descreveu como uma paródia. Esta versão foi lançada como parte do álbum da trilha sonora do Volume 1 da série.

## Marketing
Em 19 de março de 2021, a Marvel anunciou uma série de cartazes criados por vários artistas para corresponder aos episódios da série. Os pôsteres lançados semanalmente antes de cada episódio, com o segundo pôster revelado no dia 22 de março, desenhado por Salvador Anguiano. Após o lançamento do episódio, a Marvel anunciou mercadorias inspiradas no episódio como parte de sua promoção semanal "Marvel Must Haves" para cada episódio da série, incluindo roupas, acessórios e colecionáveis que incluíam uma figura Funko Pop e Marvel Legends de Walker e um Figura Hot Toys Winter Soldier.

## Recepção

### Visualização do público
A Nielsen Media Research, que mede o número de minutos assistidos pelo público dos Estados Unidos em aparelhos de televisão, listou The Falcon and the Winter Soldier como a série original mais assistida em serviços de streaming na semana de 22 a 28 de março de 2021. Entre os dois primeiros episódios, que estavam disponíveis na época, a série teve 628 milhões de minutos assistidos, o que representou um ganho de 27% em relação à semana anterior.

### Resposta crítica
A agregador de críticas site Rotten Tomatoes reportou uma taxa de aprovação de 100% com uma pontuação média de 8,1 / 10 baseado em 35 opiniões. O consenso crítico do site diz: "Novas intrigas políticas e uma boa dose de riscos emocionais são ótimos, mas o que realmente faz 'The Star-Spangled Man' cantar é o retorno da química deliciosamente antagônica de Anthony Mackie e Sebastian Stan."
Sulagna Misra do The AV Club ficou impressionada com a forma como a série estava "nos levando a como Sam pode se tornar o Capitão América. É claro que não é um problema de coragem, inteligência ou compaixão. É que Sam sente que não há maneira fácil de entrar no papel sem se sentir como um impostor - ou ainda pior, sendo tratado como tal. " Ela ficou aliviada por Wilson ser um personagem principal emocionalmente inteligente e gostou das brincadeiras entre ele e Barnes. Misra também sentiu que Lumbly foi capaz de transmitir muito em sua curta cena, e deu ao episódio um "A". Den of Geek Gavin Jasper sentiu a série encontrou seu pé neste episódio e estava "andando em um conflito interessante. Enquanto nossos heróis relutantemente trabalham juntos, eles estão imprensados entre um país que os maltrata e um grupo de terroristas que querem acabar com os sistemas que maltratam nossos heróis. " Jasper chamou a cena com Isaiah Bradley de um momento memorável, embora sombrio, do episódio. Ele deu ao episódio 4.5 de 5 estrelas. Dando ao episódio um "B", Christian Holub da Entertainment Weekly acreditou que era uma boa escolha explorar Walker na abertura do episódio e elogiou a cena com Isaiah Bradley. Holub gostou de ver os Flag Smashers expandindo a ideia de que havia alguns benefícios para o Blip e comparou o grupo ao Red Lotus da série animada The Legend of Korra. Falando sobre o set piece principal do episódio, Holub disse que foi menos impressionante que a sequência de abertura do primeiro episódio, mas compensou sua escala menor adicionando mais personagens à luta. Ele também estava animado com a contínua provocação dos Jovens Vingadores formando-se no MCU, como visto em outros filmes e séries de televisão do MCU, com a aparição de Eli Bradley que se torna Patriota nos quadrinhos.
Sentindo pomba "The Star-Spangled Man" "de cabeça em sua história" com o episódio dando mais tempo para a Smashers Bandeira e John Walker após o primeiro episódio era "altamente caráter focado", IGN Matt Purslow disse que o episódio foi " outro episódio denso e em borracha, estragado apenas por uma abordagem estranha ao diálogo antagônico [sarcástico] de Sam e Bucky "que saiu como" irritante ao invés de engraçado ". Purslow sentiu que ter a seqüência de ação centrada em super soldados "perfeitamente conecta tudo aos mitos do Capitão América que percorrem o show" e falou muito bem da cena com Isaiah Bradley. Ele sentiu que aquela cena foi um grande momento para Wilson e disse que era "um bom sinal de que a equipe de roteiristas pretende continuar explorando a questão de uma forma séria, que é inteligentemente tecida no mundo maior que a vida dos super-heróis". Ele deu ao episódio um 8 de 10. Alan Sepinwall, da Rolling Stone, disse que o episódio foi "ainda mais agitado" do que o anterior, mas achou mais satisfatório dado que Wilson e Barnes compartilham cenas que "aumentam significativamente o nível de energia do show e injetam algum humor muito necessário". A sessão de aconselhamento de Wilson e Barnes foi um dos destaques para Sepinwall junto com as várias piadas ao longo, embora ele tenha criticado a cena do episódio por ser repetitiva e ter o que ele sentiu ser efeitos visuais questionáveis.